# منطقه همرسمیت و فولام لندن
منطقه همرسمیت و فولام لندن (به انگلیسی: London Borough of Hammersmith and Fulham) یک منطقه در بریتانیا است که در لندن بزرگ واقع شده‌است.
این منطقه ۱۶.۴۰ کیلومتر مربع مساحت و ۱۷۲٬۲۰۰ نفر جمعیت دارد.

## خواهرخوانده
شهر نئوکلن خواهرخواندهٔ منطقه همرسمیت و فولام لندن هست.